# Distracted
Distracted je četrti studijski album slovenskega pianista in producenta Bowraina, ki je izšel 27. oktobra 2017 pri založbi Kapa Records.
Album je bil uradno predstavljen 4. novembra 2017 v Stari mestni elektrarni v Ljubljani. V časopisu Delo je bil predstavljen kot album tedna.

## Kritični odziv
Za Radio Študent je Urška Preis o tarčnem občinstvu, kateremu je album po njenem mnenju namenjen, povedala: "Kar je možno interpretirati v nekaj tako osebnega, kot je umetnikova lastna gonja po miru in varnosti doma, in hkrati tako odprtega, da privzame možnost skrajne politizacije, enostavno mora najti prostor znotraj sodobne družbe in heterogenega poslušalstva. Distracted ni namenjen niti splošnejšemu niti določenemu specifičnemu izseku populacije, vseeno pa omogoča, da lahko preštevilen posameznik in marsikatera skupina nit Bowrainove pripovedi vzame za svojo."

## Seznam pesmi
Vse pesmi je napisal Tine Grgurevič, razen kjer je to navedeno.
| Št. | Naslov                                                                                | Dolžina |
| --- | ------------------------------------------------------------------------------------- | ------- |
| 1.  | „A New Beginning‟                                                                     | 4:49    |
| 2.  | „Saudade‟                                                                             | 5:34    |
| 3.  | „Asil‟                                                                                | 5:18    |
| 4.  | „Time‟ (Grgurevič, Mario Babojelić, Robert Nitschke, besedilo: Jaša Mrevlje - Pollak) | 6:25    |
| 5.  | „Refugee‟ (Grgurevič, Babojelić, Nitschke)                                            | 6:47    |
| 6.  | „Continuum‟ (Grgurevič, Babojelić, Nitschke)                                          | 7:38    |
| 7.  | „Home‟                                                                                | 4:12    |

## Zasedba
Glasbeniki
- Tine Grgurevič – klavir, klaviature, vokal, produkcija
- Mario Babojelić – kitara, produkcija
- Robert Nitschke – bobni
- Ema Kobal – violončelo
- Vita Kobal – violina
- Jaša Mrevlje - Pollak – govorjena beseda ("Time"), oblikovanje naslovnice, fotografija

Tehnično osebje
- Jernej Černalogar – miks, produkcija
- Jure Vlahovič – dodatni zvoki ("Saudade")
- Gregor Zemljič – mastering
- Rosa Lux – oblikovanje naslovnice, fotografija
- Meta Grgurevič – risanje
- Charlie Stein – oblikovanje naslovnice